# Dolnik (Ciemnik)
Dolnik – przysiółek wsi Ciemnik w Polsce, położony w województwie zachodniopomorskim, w powiecie stargardzkim, w gminie Ińsko, sołectwo Ciemnik, przy drodze wojewódzkiej nr 151, położona 5 km na południowy wschód od Ińska (siedziby gminy) i 36 km na północny wschód od Stargardu (siedziby powiatu)
W latach 1975–1998 przysiółek administracyjnie należał do województwa szczecińskiego.